# Helmut Zapf
Helmut Zapf (* 4. März 1956 in Rauschengesees, Thüringen) ist ein deutscher Komponist.

## Biografie
Helmut Zapf studierte von 1974 bis 1979 Kirchenmusik an den Kirchenmusikschulen Eisenach (Thüringen) und Halle (Saale). Während dieser Zeit nahm Zapf an den Ferienkursen für Neue Musik in Gera (Thüringen) teil.
Nach dem Studium war er von 1979 bis 1982 als Kantor an der Stadtkirche in Eisenberg (Thüringen) tätig. Bis zu dem Beginn seines Meisterschülerstudiums bei Georg Katzer an der Akademie der Künste der DDR in Berlin (1982–1986) entstanden erste autodidaktische Kompositionen, u. a. die Werke Singender Mann für Flöte solo, Brechungen I und II für Flöte und Streichtrio, Klangetüde II für Orchester, Recitativ für Oboe und Streichquartett.
Seit dem Abschluss seiner Meisterschülerzeit lebt und arbeitet Helmut Zapf als freiberuflicher Komponist in Zepernick (Panketal) bei Berlin.
Seit 2015 ist er Mitglied der Akademie der Künste Berlin.

## Werke
(Auswahl aus den jüngsten Arbeiten)
Kammermusik
- 2003: Trionfale II für Trompete in C, Horn in F, Posaune, Tuba und 2 Akkordeons
- 2003: Albedo IX für Baglama, Flöte, Klarinette, Horn und Klavier
- 2004: Leer und still für Sopran, Violine und Gitarre
- 2004: Wenn der Winter kommt für Violine und Gitarre
- 2004: Odem für C-Flöte (Picc. Bssfl.), Oboe (Englhr.), Klarinette in B (Bsskl.), Tuba
- 2004: Odem II für Akkordeon und Piano
- 2005: Ein Mund voll Wind für Mezzosopran, Altblockflöte, Vibraphon (und Pauke) und Klavier Text: nach Wolfgang Hilbig, Geste
- 2005: Klangetüde III für Violine, 4 Baglamas und Piano
- 2005: Rechenschaft für Altus und Oboe, Text: Wolfgang Hilbig
- 2006: Rechenschaft Fassung für Sopran und Sopransaxophon
- 2006: Fragmente für Klarinette in B und Streichtrio
- 2007: Sand für Kammerensemble (fl.cl.sax.vl.va.vc.pn)
- 2008: Rechenschaft Fassung für Sopran und Violoncello

Kammermusik mit Elektronik
- 1986: „Wandlung“ für Posaune und Tonband
- 1988: „Arpeggio“ Harfe und Zuspiel
- 1990: „2:1“ Sopransaxph./Basskl. Und Zuspiel
- 1991: „Epilog“ für Kontrabass und Zuspiel

Alle vier Werke sind Produktionen des Studios der AdK Berlin
- 1994: „Canzone“ für Gr.Trommel und Live-Elektronik / Arbeit im SWR Experimentalstudio
- 1996: „strumento da arco“ für Violine und Zuspiel / Arbeit im Centrum für Computermusik (Schweiz)
- 1998: „Canto dell aria“ Oboe und Zuspiel
- 2000: „Albedo“ für Picc. - gr.Fl — Altfl.- Bassfl. - Kbassfl. und Zuspiel
- 2006: Skelett für Klarinette in B, Akkordeon, Kontrabass und Live-Elektronik
- 2006: Brecht ab den Sang der Maschinen. Brecht auf! für Kammerensemble (fl.ob.kl.hr.vl.vc.cb.pn.perc.sopran) und CD-Zuspiel
- 2006: Das goldene Kalb  für Kammerensemble (fl.ob.kl.tp.trb.vl.va.2vc.kb.2perc.pn.sopran) und CD-Zuspiel
- 2011: „wie im Himmel so auf Erden“ für Computer/Arbeit im Centrum für Computermusik (Schweiz)

Schlagzeugmusik
- 2006: Starres Gold – Weiße Stille für Schlagzeugquartett
- 2006: Randspiel  für Percussion solo und CD-Zuspiel

Orgelmusik
- 2004: Ombre per Organo II (... so sind unsere Fröhlichkeiten ...) für Orgel und CD-Zuspiel
- 2004: Klangbeschreibungen II  für Orgel solo

Chormusik 
- 2004: Die sorgenvollen Gesichter 4-8 stimmig. gem. Chor und Soli (S.A.T.B.), Text: W.Hilbig
- 2007: Migration 4-8 stimmig gem. Chor, Altsaxophon und Elektronik, Text: Altes Testament

Orchestermusik 
- 1986: Concertino für Orchester
- 1992: Dreiklang III für Orchester
- 1993: Dreiklang V  für Klavier und Orchester
- 2010: Lasst und Hütten bauen für   Blasorchester, Geräuschchor, Orgel und Schlagwerk
- 2016: Eomoenie  2 Gayageums und Orchester

Musik mit Szene
- 2006: Das Goldene Kalb Ballett für Kammerensemble (fl.ob.kl.trp.tb.akk.hf.pn.perc.perc.vl.va.vc.vc.cb.), Sopr. & Elektronik – Libretto Dr. Ulrike Liedtke – UA
- 2007: Neues Schlosstheater der Musikakademie Rheinsberg – ensemble mosaik berlin – Leitung: Arno Waschk

Hörspielmusik
- 1988: Katja Oelmann: Steig der Stadt aufs Dach – Regie: Barbara Plensat (Hörspiel – Rundfunk der DDR)

## Auszeichnungen
- 1986: Hanns-Eisler-Preis von Radio DDR II
- 1989: Hans-Stieber-Preis
- 1990: Preis der Kritik der Kommission Musikkritik des Verbandes der Komponisten und Musikwissenschaftler der DDR zu den DDR-Musiktagen (für Organum für Schlagwerk, Harfe und Orgel)[1]
- 1990: Diplom des Kranichsteiner Musikpreises
- 1993: Förderpreis der Akademie der Künste Berlin und Brandenburg
- 1995: Ehrengast der Villa Massimo Rom
- 1999: Stipendiat der Konrad-Adenauer-Stiftung
- 2000: Arbeitsstipendium des Landes Niedersachsen im Künstlerhof Schreyahn
- 2005: Arbeitsstipendium der Akademie der Künste Berlin in der Villa Serpentara bei Rom